# ラヴ・ソング (ダムドの曲)
「ラヴ・ソング」（Love Song）は、イングランドのパンク・ロック・バンド、ダムドの楽曲。1978年12月に「バーグラー」をB面に収録したプロモーション盤シングルがリリースされ、1979年4月にはチジック・レコードから再結成後初のシングルとして正式に発表された。また、同年に発表されたスタジオ・アルバム『マシンガン・エチケット』にはアルバム・ヴァージョンが収録された。

## 解説
1979年発売のイギリス盤シングルは、メンバー4人の各々の写真を使用した4種類のジャケットが存在する。ダムドは本作で初めて全英シングルチャート入りを果たし、最高20位に達した。
エド・ハリスがプロデュースした「ラヴ・ソング」および「ノイズ・ノイズ・ノイズ」のシングル・ヴァージョンと、スタジオ・アルバム未収録であったカップリング曲「スーサイド」は、2004年に発売された『マシンガン・エチケット』のスペシャル・エディション盤にボーナス・トラックとして追加収録された。

## カヴァー
- コフィン・ブレイク（英語版） - ダムドのトリビュート・アルバム『Another Damned Seattle Compilation - A Northwest Tribute To The Damned』（1991年）に提供[4]。
- Outrage - ベスト・アルバム『デイズ・オブ・レイジ1986〜1991』（1995年）に収録。
- マイケル・モンロー - ライヴで歌唱。ライヴ・アルバム『アナザー・ナイト・イン・ザ・サン』（2010年）にライヴ音源を収録[5]。